# Karamellisatie

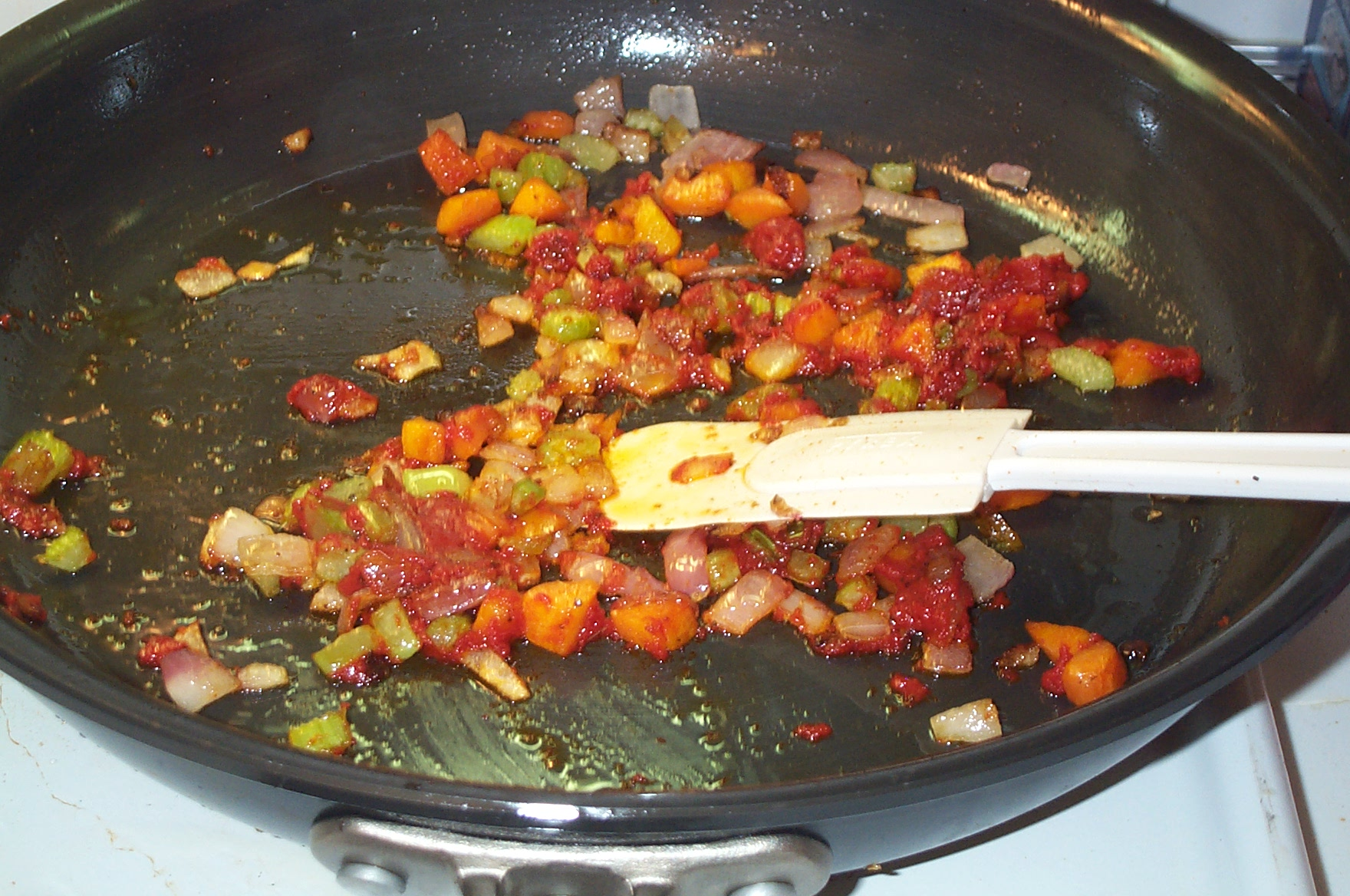
Karamellisatie van wortelen.

Karamellisatie is een chemische omzetting van suiker tot bruine karamel. Dit is een proces dat veel gebruikt wordt in de keuken vanwege de typische smaak en bruine kleur van karamel. Tijdens karamellisatie komen er vluchtige stoffen vrij met de typische karamelgeur.

## Proces
Karamellisatie is een complex proces dat niet goed wordt begrepen. Er spelen honderden chemische stoffen een rol. Een overzicht is:
1. evenwichtsvorming van de anomere en ringvormen van de suikers
2. hydrolyse van sacharose tot fructose en glucose (invertsuiker)
3. condensatie
4. intramoleculaire bindingen
5. isomerisatie van aldosen tot ketosen
6. dehydratiereacties
7. fragmentatiereacties
8. vorming van onverzadigde polymeren

Karamellisatie moet niet worden verward met de maillardreactie, waar een reducerende suiker met een aminozuur reageert.

## Karamellisatietemperatuur
Karamellisatietemperatuur van enige suikers:
| Stof      | Temperatuur |
| --------- | ----------- |
| Fructose  | 103° C      |
| Galactose | 160° C      |
| Glucose   | 146° C      |
| Maltose   | 160° C      |
| Sacharose | 187° C      |